# Heterotheca leptoglossa
Heterotheca leptoglossa là một loài thực vật có hoa trong họ Cúc. Loài này được DC. mô tả khoa học đầu tiên năm 1836.